# The Troggs
The Troggs (původně The Troglodytes) jsou anglická beatová skupina založená v Andoveru v hrabství Hampshire v květnu 1964. Mezi jejich nejslavnější písně patří americký hit číslo jedna „Wild Thing“ („Divoška“), dále „With a Girl Like You“ a „Love Is All Around“ — všechny se prodaly v počtu přes 1 milion kusů a získaly zlaté desky. „Wild Thing“ se umístila na 257. místě žebříčku The 500 Greatest Songs of All Time časopisu Rolling Stone a ovlivnila vznik garage rocku a punk rocku.

## Historie
Skupina The Troggs vznikla v roce 1964. V roce 1965 podepsala smlouvu s manažerem skupiny The Kinks, Larry Pagem. Jejich první písní byla „Lost Girl“, nejslavnější píseň „Wild Thing“ autora Chipa Taylora se stala hitem a umístila se na 257. místě v anketě časopisu Rolling Stone o nejslavnější písně všech dob.
Skupina se na čas rozpadla v březnu 1969. První sólovou desku „Anything For You“ nahrál Ronnie Bond v březnu 1969, v dubnu následovala deska Rega Presleye „Lucinda Lee“. Chris Britton vydal album „As I Am“ ve stejném roce.
Ještě téhož roku se dali dohromady, Staplese nahradil dřívější baskytarista skupiny Plastic Penny Tony Murray a v roce 1974 se skupina pokusila zopakovat úspěchy šedesátých let. Vydala cover verzi hitu skupiny Beach Boys „Good Vibrations“ a reggae verzi písně „Wild Thing“.
V roce 1991 skupina The Troggs nahrála album Athens Andover, 11 písní ve spolupráci s R.E.M.
Skupina koncertovala do roku 2012. Z původních členů zůstali dva - Reg Presley a Chris Britton (sólová kytara), nově skupinu doplnili Pete Lucas (baskytara) a Dave Maggs (bicí).
V lednu 2012 skupina ohlásila z důvodu nemoci Reg Presleye ukončení kariéry.
4. února 2013 Reg Presley zemřel ve věku 71 let ve svém rodném domě v Hampshire. 

## Vliv
The Troggs jsou vnímáni jako skupina, jejíž zvuk byl jednou z inspirací pro garážový a punk rock. Například skupina Buzzcocks zařadila cover verzi písně „I Can't Control myself“ do repertoáru. Také Ramones se hlásí k tomu, že byli ovlivněni skupinou Troggs. MC5 upravili „I Want You“ pro svá živá vystoupení a nahráli tuto píseň na albu „Kick out the Jams“ pod jménem „I Want You Right Now“.
Jimi Hendrix hrál „Wild Thing“ během svého vystoupení v roce 1967 na Monterey Pop Festival, a představil ji jako britsko-americkou „národní hymnu“ marihuany, která vyvrcholila spálením Hendrixovy kytary.
V roce 1990 byla prvním hitem skupiny Spiritualized coververze „Anyway That You Want Me“. Píseň byla později použita ve filmu Já a ty a všichni ostatní.
Píseň „With a Girl Like You“ byla použita pro taneční scénu ve filmu Flirting z roku 1991 s Nicole Kidman a Noah Taylorem.
V roce 1991 skupina R.E.M. zpívala „Love Is All Around“ na svých živých vystoupeních a skupina ji vydala ve stejném roce jako B-stranu jejich singlu „Radio Song“. Na MTV Unplugged jsou také akustické verze písně.
V roce 1994 přišla skupina Wet Wet Wet s cover verzí písně „Love Is All Around“. Po uvedení ve filmu Čtyři svatby a jeden pohřeb uspěla na patnáct týdnů jako číslo jedna v hitparádě Velké Británie.
Upravená verze „Love Is All Around“ byla použita ve filmu Láska nebeská z roku 2003.

## Zakládající členové
- Reg Presley Ball
- Chris Britton
- Pete Staples
- Ronnie Bond

## Diskografie

### Alba
- 1966 – From Nowhere
- 1967 – Trogglodynamite
- 1967 – The Best Of The Troggs
- 1967 – Cellophane
- 1968 – The Best Of The Troggs Vol 2
- 1968 – Mixed Bag
- 1975 – The Troggs
- 1976 – The Troggs Tapes
- 1981 – Black Bottom
- 1989 – Au
- 1992 – Athens Andover

### Singly
- 1966 – Lost Girl
- 1966 – Wild Thing